# Arztroman (Roman)
Arztroman ist ein Roman des isländisch-deutschen Schriftstellers Kristof Magnusson. Der Roman erschien im August 2014 im Münchner Verlag Antje Kunstmann, wie auch das Hörbuch zu dem Roman, gelesen von der Schauspielerin und Medizinerin Christiane Paul.

## Handlung
Herzstück und Ausgangspunkt ist die Rettungsstelle des Kreuzberger Klinikums Am Urban, in der die Notärztin Dr. Anita Cornelius arbeitet und deren Alltag geschildert wird.
Anita ist Anfang vierzig. Sie ist Idealistin und liebt ihren Job, in dem sie sehr erfolgreich ist. Ihr Privatleben, das sich seit Kurzem in der für sie noch gewöhnungsbedürftigen Form einer Patchwork-Familie abspielt, überfordert sie hingegen immer mehr und macht sie zunehmend unzufrieden. Auch die beruflichen Konflikte nehmen zu, etwa als deutlich wird, wie weit die Auffassungen von Anita und Anästhesist Adrian, ihrem Ex-Mann und Noch-Kollegen, über die Ausübung ihrer Tätigkeit inzwischen auseinanderklaffen. Anita vermutet hinter Adrians Sinneswandel auch den Einfluss ihrer Gegenspielerin Heidi, Adrians neuer Freundin.

## Rezeption
„Ohne die Lust am Klischee zu leugnen“
begibt Magnusson sich ins Erzählen und behandelt neben den Problemen seiner Protagonistin beiläufig Themen wie das Gesundheitswesen oder das Phänomen der Gentrifizierung. Der Titel Arztroman versteht sich nur bedingt als Genrebezeichnung, zeigt sich vielmehr als Finte und ironischer Verweis auf Groschenhefte: „Die triviale Heftchengattung namens Arztroman stülpt Magnusson wie einen Handschuh um. In den Heftchen dient das Faktische des Medizinerlebens nur als Alibi für das Sentimentale. Hier ist es beinahe umgekehrt.“
Der Autor selbst äußert sich in einem Interview zum ursprünglich nur als Arbeitstitel gedachten Namen Arztroman, es handele sich um eine „recht lustige Kaperung dieses Begriffs, um damit etwas ganz anderes zu erzählen. Was mich zu diesem Thema gebracht hat, war die Frage, wie die Gesellschaft heute mit Menschen umgeht, die Hilfe brauchen. Gibt es noch ein klassisches Solidarprinzip oder überwiegt längst der neoliberale Gedanke von Eigenverantwortung respektive ‚selbst schuld’?“

## Ausgaben
- Arztroman. Roman. Verlag Antje Kunstmann, München 2014, ISBN 978-3-88897-966-8.
- Urgences et sentiments. Roman. Éditions Métailié. Paris 2018, ISBN 979-10-226-0742-1.